# Mague Marrón
Mague Marrón (nacida como Margarita Nozari Morlett, el 17 de octubre de 1954, en Acapulco, Guerrero) es una deportista mexicana, campeona mundial de frontenis y seleccionada nacional de pádel.

## Trayectoria
Mague Marrón comenzó a practicar el deporte de frontenis a los 15 años de edad, en el Frontenis Club de Acapulco. 
Entre 1986 y 1992 participó en diversos campeonatos nacionales de la Federación Mexicana de Frontón, así como en competencias internacionales, obteniendo títulos en las categorías de singles y dobles.
En el Campeonato Mundial Femenil de Frontenis de 1988, celebrado en la ciudad de Biarritz, Francia, obtuvo la medalla de oro en la modalidad de dobles, haciendo pareja con la frontenista Miriam Muñoz. Tres años más tarde, ambas obtuvieron la medalla de oro, también en la modalidad de dobles de frontenis, en el Campeonato Panamericano de Pelota Vasca de 1993, celebrado en La Habana, Cuba.
Mague Marrón participó en exhibiciones internacionales de frontenis en las ciudades de Phoenix, Arizona; Dallas, Texas, y San Francisco, California.
En 1990 empezó a practicar el naciente deporte del pádel, creado en la ciudad de Acapulco, convirtiéndose en la primera campeona nacional, en Valle de Bravo, haciendo pareja con Viviana Corcuera. Como padelista, ganó 15 títulos en torneos nacionales abiertos, a lo largo de la República, entre 1990 y 1998. En 1998 fue seleccionada nacional de la Federación Mexicana de Padel y, como tal, obtuvo el 5 lugar en el Campeonato Mundial de Pádel de ese año celebrado en Mar de Plata, Argentina
Como reconocimiento por su trayectoria deportiva, en 1988 fue invitada a participar en el desfile nacional del 20 de Noviembre, en la Ciudad de México; y en 1989 fue la abanderada en el desfile del 20 de Noviembre en la ciudad de Acapulco. En 2011 ingresó al Salón de la Fama del Estado de Guerrero.
Está casada con Jorge Marrón Orozco, también pelotari, dos veces campeón mundial de frontenis. Las estrellas de ambos están colocadas en el Salón de la Fama del Deporte, en Acapulco, Guerrero.